# Махлаев, Василий Георгиевич
Махлаев Василий Георгиевич (29 января 1910, Березино, Руднянский район — 7 января 1974, Ленинград) — советский учёный-геолог. Доктор геолого-минералогических наук (1961), профессор (1963).

## Биография
Родился 29 января 1910 года в деревне Березино Смоленской губернии.
В 1931 году окончил Ленинградский педагогический институт, естественное отделение.
В 1931—1937 годах — преподаватель химии и биологии в Ленинграде, Улан-Удэ, Вологде.
В 1937 году окончил Московский геологоразведочный институт. В 1937—1940 годах — аспирант по кафедре геологии Ленинградского педагогического института.
В 1940—1942 годах — доцент в Башкирском педагогическом институте. В 1942—1952 годах — доцент в Орловском педагогическом институте (в 1942—1944 годах в эвакуации в Бирске).
В 1952—1953 годах — доцент в Криворожском горнорудном институте, с 25 июня 1953 по 1961 год — декан геологоразведочного факультета, в 1961—1968 годах — заведующий кафедрой минералогии, кристаллографии и разведки месторождений полезных ископаемых. В 1961 году защитил докторскую диссертацию по теме «Данково-лебедянские слои в центральной части Русской платформы».
В 1968—1974 годах — заведующий кафедрой геологии и минералогии Ленинградского педагогического института.
Умер 7 января 1974 года в Ленинграде, где и похоронен на Северном кладбище.

### Семья
- Сын Лев[4] (1932—2012) — геолог, доктор геолого-минералогических наук.

## Научная деятельность
Автор более 30 научных трудов.
Исследовал осадочные породы Русской платформы, занимался стратиграфическим расчленением верхнефаминских отложений её центральной части. Изучал полевые шпаты Хибин, месторождения мела, карбонатные породы Криворожского докембрия.

### Научные труды
- Условия осадконакопления в верхнефаминском бассейне Русской платформы / М., 1964.
- Школьный факультативный курс геологии / Л.: ЛГПИ, 1973.